# 库兹涅茨曲线

理论上的库兹涅茨曲线。经验观察到的曲线并不平滑或对称——“真正”的曲线见参考文献案例。

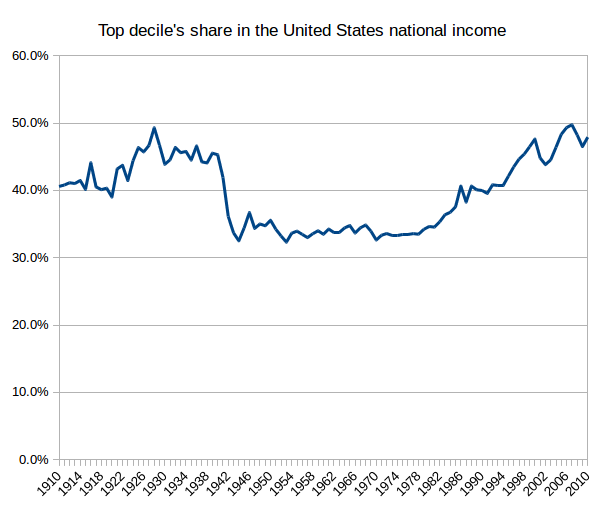
衡量收入不平等：1910-2010年，美国最富有的10%的人占全国收入的比例。皮克提说，库兹涅茨误将1930至1950年不平等程度降低视为为终点。自1950年以来，不平等现象重回二战前的水平。类似的趋势也发生在欧洲国家。

经济学中，库兹涅茨曲线（英語：Kuznets curve）表示的是这样一种假设：随着經濟發展，市场力量会使经济上的不平等先增大后减少。该假设最早由经济学家西蒙·库兹涅茨在1950年代和1960年代提出。
对此发展趋势的一种解释认为，在发展初期，富人有大量投资机会，而廉价农村劳动力的涌入却压低了工资。而在成熟经济体中，人力资本计提（已发生但尚未支付的成本估算）代替货币资本计提成为增长的主要来源；不平等现象会降低教育水平，从而减慢增长速度，因为在不完善的信贷市场上，贫穷、弱势的人群缺乏教育的资金。
库兹涅茨曲线表明，随着一个国家或民族经历工業化，特别是农业机械化，该国经济的中心将转移到城市。随着农民流入城市寻找高薪工作的国内迁移造成巨大的城乡差距（企业主将获利，而这些产业的工人收入虽然增长，但增速要慢得多，而农业工人收入可能会减少），农村人口伴随城市人口的增加而减少。然后，当达到一定水平的平均收入并且工业化进程（民主化和福利国家的崛起）使得快速增长带来的成果得以共享并增加人均收入时，不平等现象有望减少。库兹涅茨认为，不平等程度的演变呈倒置的“U”形，会随着人均收入的增加而增加，然后再下降。
库兹涅茨曲线图呈现的是一条倒U曲线，其坐标轴的变量有多种匹配方式，Y轴可以为不平等程度或基尼系数，X轴可为经济发展、时间或人均收入。
自1991年以来，环境库兹涅茨曲线（environmental Kuznets curve，EKC）已成为環境政策技术文献的标准特征，但是其应用的争议很大。

## 库兹涅茨比率
库兹涅茨比率（Kuznets ratio）是收入最高的家庭（通常定义为收入最高的20％）的总收入与收入最低的家庭（通常为最低的20％或40％）的总收入之比。完全平等的情况下，高20％与低20％的比值为1；高20％与低40％的比值为0.5。
库兹涅茨对此历史现象有两种类似的解释：
1. 工人从农业迁移至工业；
2. 农村工人转向城市工作。

在两种解释中，50％的劳动力流动到工资较高的部门后，不平等程度将减少。

## 批评
库兹涅茨曲线理论的批评者认为，其U形不是来自单个国家发展的进步，而是来自国家之间的历史差异。例如，库兹涅茨的数据集中使用的许多中等收入国家位于拉丁美洲，该地区的不平等程度一直处于历史高位。控制此变量时，曲线的U形倾向于消失（例：Deininger和Squire，1998年）。关于经验证据，基于大量国家或时间序列方法，Fields（2001）认为库兹涅茨假说不成立。
东亚奇迹也被用来批评库兹涅茨曲线理论的有效性。1965年至1990年之间，八个东亚国家——日本、韩国、臺灣、新加坡（亚洲四小龙）、印度尼西亚，泰国和马来西亚——的快速经济增长被称为东亚奇迹。制造业和出口快速而强劲地增长。然而，与此同时，人们的预期寿命增长，生活在绝对贫困中的人口水平也下降了。这一发展过程与库兹涅茨曲线理论背道而驰。由于库兹涅茨的理论认为，快速的资本积累会导致不平等现象首先加剧，因此许多学者进行研究来确定东亚奇迹如何确保快速经济增长的收益在人群中广泛共享。约瑟夫·斯蒂格利茨称，东亚经历了集中而成功的经济发展过程以及人口不平等程度的迅速降低，其原因可能是立即将初期收益再投资于土地改革（提高农村生产率、收入和储蓄）、普惠教育（提供更高级的平等和斯蒂格利茨所说的生产力的“知识基础设施”），以及通过高的且增长的工资、限制商品价格上涨，从而更平均地分配收入的产业政策。这些因素提高了普通公民在经济中的消费和投资能力，从而进一步促进了经济增长。斯蒂格利茨强调指出，高增长率为促进平等提供了资源，而平等是一个正反馈回路，支持高增长率。东亚奇迹否定了库兹涅茨曲线，后者认为增长会产生不平等，而不平等是整体增长的必要条件。
剑桥大学讲师加布里埃尔·帕尔马（Gabriel Palma）认为没有证据表明不平等现象遵循“库兹涅茨曲线”：
“不平等和人均收入之间‘倒U型曲线’的‘向上’部分的统计证据似乎已经消失，因为许多低收入和中低收入国家现在的收入分配与大多数中等收入国家（拉丁美洲和南部非洲除外）状况相似。也就是说，撒哈拉以南非洲的一半以及亚洲的许多国家，包括印度、中国和越南，现在的收入分配与北非，加勒比海地区和二线新兴市场国家（NIC）相当。而且这一水平也与一半的一线NIC、地中海欧盟国家和英语OECD（不包括美国）的水平相当。结果，现在全世界约80％的人口居住在基尼系数约为40的国家。”
帕尔马继续指出，在中等收入国家中，只有拉丁美洲和南部非洲的国家生活在“不平等联盟”中。他将人口分解为十分位数，以之检验其各自收入与不平等现象的关系。然后，帕尔玛展示，一国内部的不平等现象有两种分布趋势：
“一个是‘离心’的，发生在分配的两个尾部——这导致全国范围内，最高10%和最低40%所得到的份额之间的差异增大。另一个是‘向心’的，发生在中间——这导致各国收入的显着统一，流向位于第五至第九个十分之一之间的那一半人口。”
因此，影响最贫穷的40％人口的收入比例的是最富有的10％人口的收入比例，而各国的中等至中高收入部分都保持不变。
在中指出，库兹涅茨曲线的实证基础十分薄弱，发达国家在21世纪的不平等程度甚至超过了20世纪的第二个十年。他对此的解释是，导致收入不平等加剧的最主要因素是长期的资本的收益率大于经济增长率。

## 库兹涅茨本人的警告
经济学家罗伯特·福格尔在关于西蒙·库兹涅茨科学方法的传记中指出，库兹涅茨对支撑假说的“数据的脆弱性”持保留态度。福格尔指出，库兹涅茨的大部分论文都致力于阐明矛盾中的因素。福格尔强调了库兹涅茨的观点，即“即使数据被证明是有效的，它们也只不过是一个非常有限的时间段内，而且具有特殊性的历史经验。”福格尔指出，尽管有这些“反复的警告”，但库兹涅茨的警告却被忽略了，其他经济学家将库兹涅茨曲线“提高到了定律的水平”。

## 不平等与贸易自由化
多布森（Dobson）和拉姆洛根（Ramlogan）的研究检验了不平等程度与贸易自由化之间的关系。这一理念的结果有好有坏——由于贸易自由化，一些发展中国家的不平等现象加剧，有的不平等现象减少，还有的根本没有差异。因此，多布森和拉姆洛根提出，贸易开放程度可能通过过库兹涅茨曲线的框架与不平等产生关系。贸易自由化与不平等关系图x轴方向为贸易开放程度，y轴方向为不平等程度。多布森和拉姆洛根通过进出口比率（总贸易）和平均关税率确定贸易开放度；不平等程度由小学总入学率、农业占总产出的比例、通貨膨脹率和积累私有化决定。通过研究过去30年中已实施贸易自由化政策的几个拉丁美洲国家的数据，他们发现库兹涅茨曲线似乎适用于贸易自由化与不平等之间的关系（以基尼系数衡量）。但是，这些国家中有许多出现了从低技能劳动力生产向自然资源密集型生产的转变。这种转变不会使低技能工人受益。因此，尽管他们的证据似乎支持有关贸易自由化的库兹涅茨理论，但多布森和拉姆洛根相信，必须同时实施再分配政策，以缓解最初的不平等加剧。

## 环境库兹涅茨曲线

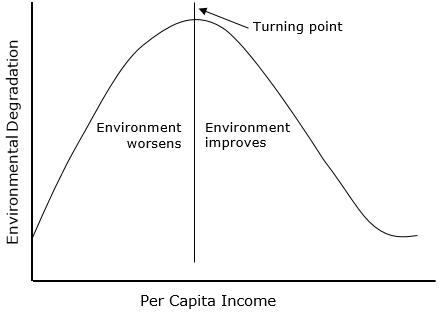
理论上的环境库兹涅茨曲线：库兹涅茨曲线在自然资源利用领域一种变形

环境库兹涅茨曲线是环境质量与经济发展之间的一种假设关系：随着现代经济的增长，各种环境退化指标趋于恶化，直到人均收入在达到一定水平。简而言之，环境库兹涅茨曲线理论认为，“解决污染的方法是经济增长”。
尽管仍有争论，但目前已有大量证据支持将环境库兹涅茨曲线应用于各种环境健康指标，例如水污染、空气污染和生態足跡，这些指标随着人均收入和/或GDP的增加呈倒U型曲线。有人认为，这种趋势发生在许多环境污染物的水平上，例如二氧化硫、氮氧化物、铅、滴滴涕、氯氟烃、廢水和先前直接释放到空气或水中的其他化学物质。例如，在1970年至2006年之间，美国经通货膨胀因素调整后的GDP增长了195％，该国的汽车和卡车数量增加了一倍以上，行驶的总里程数增长了178％。但是，在同一时期，某些法规变更和技术创新反而使一氧化碳的年排放量从1.97亿吨减少到8900万吨，氮氧化物的排放量从2700万吨减少到1900万吨，二氧化硫的排放量从3100万吨减少到1500万吨，颗粒物排放量减少了80％，铅排放量减少超过了98％。
森林砍伐可能遵循库兹涅茨曲线。在人均国内生产总值高于4600美元的国家，森林净砍伐已经不复存在。然而也有人认为，较富裕的国家能够通过“出口”森林砍伐来维护森林、维持高消费水平。

### 对环境库兹涅茨曲线的批评
环境库兹涅茨曲线在其他污染物，某些自然资源的使用和生物多样性保护方面的适用性值得商榷。例如，能源、土地和资源使用（有时称为“生態足跡”）可能不会随着收入的增加而下降。尽管能耗与实际GDP的比率下降了，但大多数发达国家的总能源消耗量仍在增加，许多温室气体的总排放量也是如此。此外，生态系统提供的许多关键“生態系統服務”的状态，例如淡水供应（Perman等，2003）、土壤肥力和渔业，在发达国家继续下降。环境库兹涅茨曲线的支持者认为，这种有变化的关系未必会使假设失效，他们认为在考虑不同的生态系统、经济、监管方案和技术时，库兹涅茨曲线对各种环境指标的适用性可能会有所不同。
至少有一位批评家认为，美国的收入水平仍不足以让其优先考虑一些环境污染物（如二氧化碳）的排放水平，而这些污染物目前尚不遵循环境库兹涅茨曲线。Yandle等人认为，尚无证据表明环境库兹涅茨曲线适用于碳排放，因为包括铅和硫在内的多数污染物产生的是局部问题，因此清除此类污染物的紧迫性和响应的积极性更高。随着国家的发展，清除此类污染物的边际价值会极大地改善公民的生活质量。相反，减少二氧化碳排放量在当地不会产生重大影响，因此清理二氧化碳的动力仅仅是出于改善全球环境的利他理由。这就产生了公地悲劇，即最高效率的情况是人人都排放而无人清理的情况，结果每个人的情况都会恶化（Hardin，1968）。因此，即使在像美国这样的高收入国家，碳排放量也不会按照环境库兹涅茨曲线那样减少。然而，关于环境库兹涅茨曲线是否在二氧化碳排放方面成立，似乎几乎没有共识，因为二氧化碳是一种全球污染物，尚未在库兹涅特曲线框架内证明其有效性。尽管如此，Yandle等还是下结论认为，“刺激增长的政策（贸易自由化、经济结构调整和价格改革）应该对环境有利”。
其他批评者指出，评估长期时间尺度时，研究人员也不认可曲线的形状。例如，Millimet和Stengos认为传统的“倒U”形实际上是“N”形，即污染随着国家发展而增加，一旦达到GDP阈值就减少，然后随着国民收入的持续增加而再次开始增加。这些发现虽然仍有争议，但可能很重要，因为它提出了一个令人关注的问题：达到经济阈值时，污染是真的开始永久性地减少，还是只在本地减少，而污染被“出口”到了较贫穷的发展中国家。莱文森（Levinson）得出结论，尽管媒体通过这种方式利用有关文献，但环境库兹涅茨曲线并不足以支持污染排放政策，无论是放任还是干预。
阿罗（Arrow）等人认为，对于农业社会（清洁）向工业经济（污染密集）再向服务经济（清洁）的转型，如果污染最终由于收入和人民总体消费水平的提高而再次恶化，则这种污染-收入关系的进步模型可能是错误的。该模型的一个问题点是缺乏预见能力，因为下一阶段的经济发展特征高度不确定。苏里（Suri）和查普曼（Chapman）认为，环境库兹涅茨曲线在全球范围内不适用，因为在全球范围内可能实际上并未实现净污染减少。富裕国家倾向于将污染最大的活动——如服装和家具的制造——出口到仍在工业发展过程中的较贫穷国家（Suri和Chapman，1998）。这可能意味着，随着世界上贫穷国家的发展，它们将无处可出口污染。因此，伴随着经济增长而发生的这种环境清洁进程无法无限地复制，因为可能没有地方可以出口废物和污染密集的生产过程。但是，最早在经济增长、环境清洁和库兹涅茨曲线之间建立关联的作者吉恩·格罗斯曼（Gene Grossman）和艾伦·克鲁格（Alan B. Krueger）得出的结论是，“没有证据表明环境质量随着经济增长而稳定下降。”
斯特恩（Stern）警告说：“搞砸计量经济学很容易”，并说：“环境库兹涅茨曲线的历史证明了可能出问题的地方”。他发现，“很少或根本没有人注意所使用数据的统计特性，例如时间序列中的序列依赖性或随机趋势，并且很少人进行或提出模型适当性测试。但是，进行计量经济学的主要目的之一是测试哪些表观关系是有效的，哪些是虚假相關。他明确提出了自己的发现：“当我们确实考虑到此类统计数据并使用适当的技术时，我们发现环境库兹涅茨曲线不存在（Perman和Stern，2003）。相反，我们对经济增长和技术变化对环境质量的影响有了更现实的认识。尽管“收入弹性”小于1，而且并非仅是收入的简单函数，但似乎大多数环境恶化指标正在使收入单调上升。时间相关的影响减少了各个收入水平的国家内的环境影响。但是，在快速增长的中等收入国家，规模效应增加了污染和其他恶化，压倒了时间效应。在富裕国家，增长速度较慢，减少污染的努力可以克服规模效应。这是表观的环境库兹涅茨曲线效应的起源。”